# Misión Alma Mater
La Misión Alma Mater es un programa gubernamental venezolano, iniciativa del entonces presidente Hugo Chávez Frías, publicada en Gaceta Oficial 39.148 del 27 de marzo de 2009 y creada como política de Estado para la transformación de la educación universitaria en Venezuela, que contempla la creación de universidades Territoriales, así como la transformación de los IUT (Institutos Universitarios de Tecnología) y CU (Colegios Universitarios) en universidades politécnicas territoriales (UPT)

## Inversiones y Proyectos
Desde su llegada al poder, el chavismo ha desembolsado más de 40.000 millones de dólares para financiar un sistema de educación superior paralelo. Sin embargo, las metas establecidas no siempre se han cumplido. En 2007, se prometió la creación de 27 universidades como parte de la Misión Alma Mater. De estas, solo se construyó una, y dos más quedaron inconclusas, convirtiéndose en "elefantes blancos" dentro del panorama educativo. A la par de estas inversiones, las universidades autónomas, que históricamente han sido reconocidas por su excelencia académica, han enfrentado asfixia económica, llevando a muchos de sus edificios a la decadencia.

### Discriminación Ideológica
El 10 de junio de 2021, la Alianza Nacional Todos por la Educación, en conjunto con miembros de la dirigencia estudiantil de la Universidad Central de Venezuela (UCV), denunció públicamente la política de la Misión "Alma Mater", caracterizada por ellos como un "gran acto de corrupción y asfixia a las universidades autónomas", resultando indirectamente en la paralización de las principales instituciones educativas de Venezuela.
Rafael Avendaño es un testimonio de las tensiones políticas e ideológicas presentes en el sistema educativo. Mientras esperaba una clase de medicina en la Misión Barrio Adentro en Mérida, cambió el canal del televisor de la sala de espera. Esta simple acción, interpretada como un gesto opositor, resultó en su expulsión de la Universidad Bolivariana de Venezuela. Esta universidad, fundada por Hugo Chávez, es emblemática del nuevo sistema educativo. El Observatorio de Derechos Humanos de la Universidad de Los Andes ha identificado al menos cuatro casos similares desde 2016.La discriminación ideológica es una de las múltiples formas mediante las cuales el chavismo ha influenciado el sistema educativo superior. Entre 2003 y 2017, se gastaron aproximadamente 40.866 millones de dólares en la consolidación de este sistema paralelo, según investigaciones de El Pitazo y CONNECTAS. Estos fondos permitieron debilitar a universidades autónomas y otras instituciones que resistieron alinear sus programas con la ideología gubernamental.
El esfuerzo por remodelar la educación superior comenzó en 2003 con la creación de la Misión Sucre y la Universidad Bolivariana de Venezuela. La Misión Sucre fue diseñada para ampliar el acceso a la educación superior a aquellos que no eran admitidos en universidades tradicionales. Se estima que esta iniciativa recibió más de 7.167 millones de dólares entre 2004 y 2017.A día de hoy, el gobierno chavista controla 61 de las 71 instituciones universitarias públicas, consolidando su influencia en la esfera educativa del país.